# 鬼宿一
鬼宿一（Theta Cancri，拉丁化的名稱是θ Cancri）是位於黃道星座巨蟹座個多星系統。它是肉眼可見的一個暗淡光點，視星等為+5.32。基於視差的觀測，這個系統距離太陽大約450光年之遙，並且正在以+44km/s的徑向速度遠離太陽。由於它靠近黃道，因此可以被月亮掩蔽 ，但被行星掩蔽則很罕見。
主星鬼宿一A，是顆K型巨星，其恆星分類為K5 III，已經耗盡其核心的氫氣供應，然後冷卻並膨脹。目前，它的周長已經是太陽的40倍。它正以3,955 K的有效溫度輻射出353倍的太陽光度。
在中國天文學，鬼是一個星群，它包括鬼宿一（巨蟹座θ）、鬼宿二（巨蟹座η）、鬼宿三（巨蟹座γ）、和鬼宿四（巨蟹座δ）。 巨蟹座θ是鬼的第一顆星，因此它也是該星官的主要恆星。